# Apperson
Apperson (Апперсон) — з 1902 року американський виробник автомобілів. Штаб-квартира розташовувалась в місті Кокомо, штат Індіана. У 1926 році компанія припинила виробництво автомобілів.

## Брати Апперсон

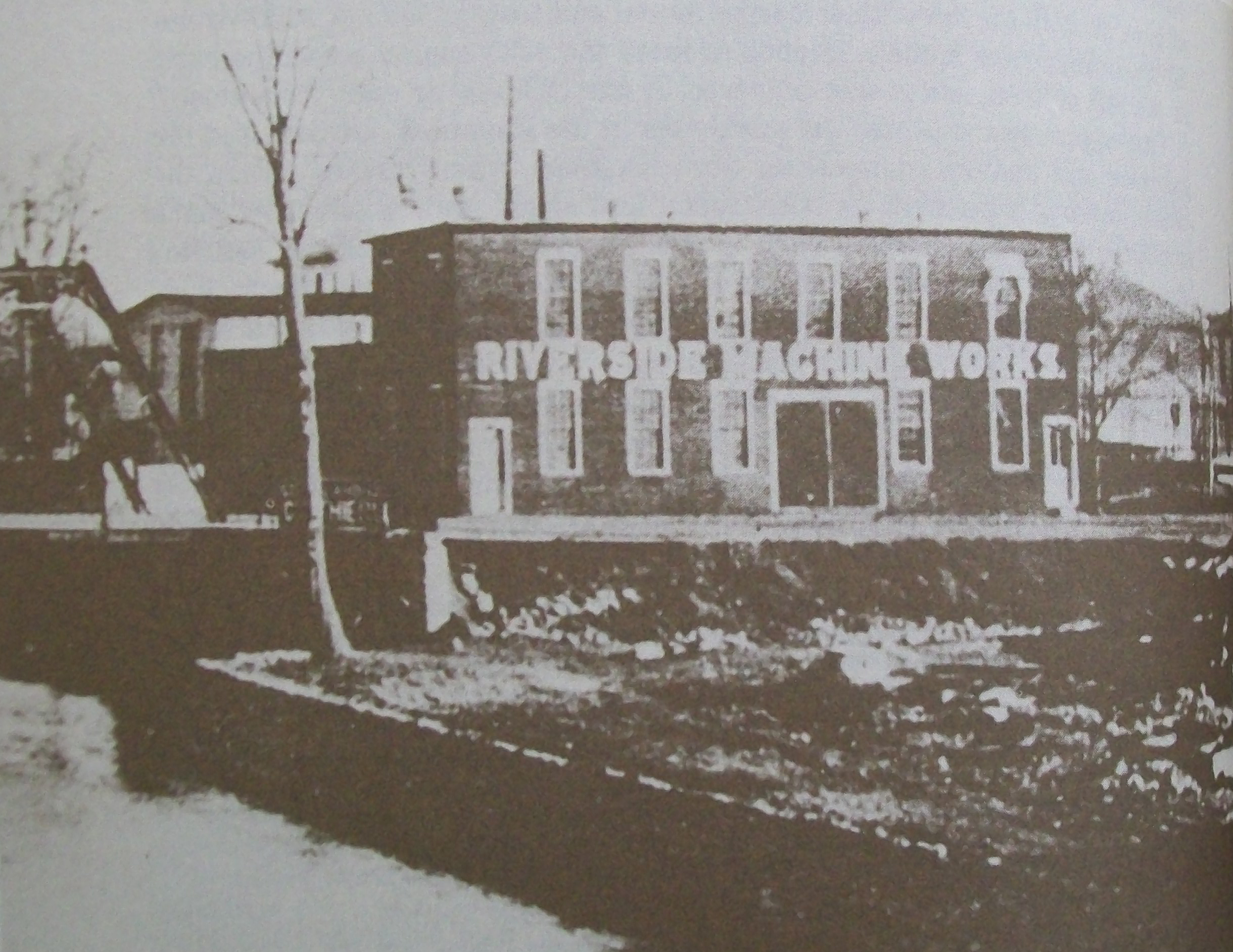
Будівлі компанії Riverside Machine Works

Ферма Апперсонів, де виросли брати Апперсон, знаходилася всього за одну милю на захід від центру міста Кокомо, штат Індіана. Елмер був старшим братом, він стажувався в Кокомо у компанії Star Machine Works. Згодом він відкрив компанію Riverside Machine Works, що працювала близько до центру міста на березі річки Лонсом, тепер відомої як Уайлдкет Крік. Едгар, молодший брат, навчався у компанії брата ремонтувати сільськогосподарські фургони, сільськогосподарські машини та велосипеди без відриву від роботи. Вони були дуже успішними найближчі кілька років.

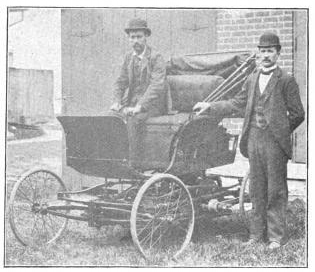
Брати Апперсон біля автомобіля Haynes 1895 року

У 1893 році Елвуд Хейнс, також з міста Кокомо, звернувся до братів Апперсон з приводу виготовлення автомобіля з двигуном для човнів Sintz. До липня 1894 року був побудований перший автомобіль новоствореної компанії Haynes-Apperson.

## Заснування компанії
У 1902 році брати Апперсон та Елвуд Хейнс розійшлися, щоб утворити власні автокомпанії. Тоді Елмер Апперсон заснував компанію Apperson Brothers Automobile Company. Компанія вирішила виготовляти великі та потужні автомобілі.

## Початок виробництва автомобілів
Перший автомобіль Apperson (модель А) був завершений у липні 1902 року. Він був побудований на 102-дюймовому шасі та оснащений 2-циліндровим двигуном Sintz з ланцюговим приводом, який видавав 16 кінських сил. Першими 2-циліндровими машинами Apperson з двигунами власної розробки стали автомобілі Model A та Model B Touring, оснащені 2-циліндровими двигунами з ланцюговим приводом. Model A видавав 25 кінських сил, а Model B — 20 кінських сил.

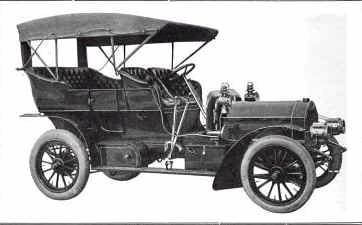
Apperson Model A 1905 року

У 1903 році вони представили п'ять легкових автомобілів, що мали довший кузов та більший двигун, ніж автомобілі компанії Haynes-Apperson Company. Автомобіль продавався за 2500 доларів, майже вдвічі більше, ніж попередні моделі автомобілів Haynes. Хоча брати Апперсон покинули компанію Haynes-Apperson у 1901 році, Хейнс використовував назву Haynes-Apperson до 1905 року. Брати захоплювалися автоперегонами, і вони вирішили організувати перегони в Кокомо в 1903 році. Багато видатних особистостей допомагали братам Апперсон організувати перегони, відвідуючи велику кількість міст в радіусі ста кілометрів від Кокомо. Гонки тоді обмежувалися двома машинами за раз, а переможцями ставали ті машина і водій, які не були дискваліфіковані. Цей захід привернув увагу двох найвідоміших гонщиків у країні — Барні Олдфілда та Тома Копоера. Перегони відбулися 20 серпня 1903 року у водійському парку Кокомо. Натовп був численним, а спеціальний чартерний поїзд зібрав 500 людей з Логанспорту. У день перегонів Барні Олдфілд не зміг встановити новий рекорд через запізнення на одну секунду. У спеціальній гонці між автомобілями Кокомо Haynes-Apperson переміг автомобіль Apperson. У газеті зазначалося: «Світ виходить, щоб побачити перегони». Таким чином, там зібрався величезний натовп.

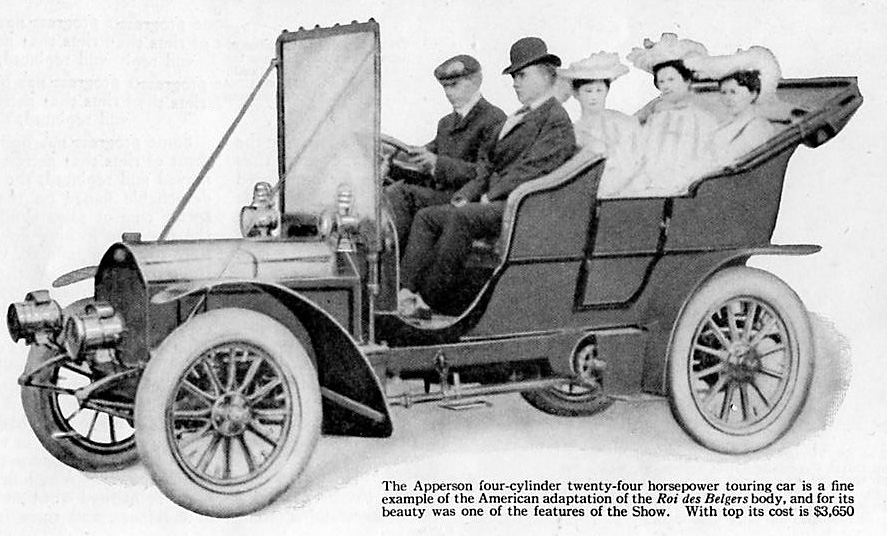
Apperson Model B 1905 року з кузовом Roi des Belges

Компанія Apperson Brothers Automobile Co. у 1904-1906 роках виготовляла 4-циліндрові автомобілі. Всі автомобілі мали кузов типу туринг та двигуни, потужністю 24, 30, 40, 50 або 55 кінських сил. Автомобілі Apperson цього періоду були дорогими, і продавалися за ціною від 3500 до 5500 доларів.
Після виробництва 194 автомобілів в 1905 році пожежа знищила завод Apperson, а нові будівлі були завершені в 1906 році. Компанія була розташована на вулиці Сауз Мейн Стріт, на південь від річки, на східній стороні вулиці.
У 1907 році Apperson Brothers випускали лише 2-3 автомобілі за тиждень. У цей час компанія представила автомобіль Apperson Jack Rabbit. Це був 2-місний родстер, оснащений чотирициліндровим 60-сильним (колісна база 100 дюймів) або 96-сильним (колісна база 110 дюймів) двигуном. Особливості включали чотиришвидкісну коробку передач, 34-дюймові колеса, систему запалювання Hess-Bright та 20-галонний паливний бак. Згодом автомобіль отримав шестициліндровий двигун. Компанія прославилася цією моделлю на усі роки виробництва автомобілів.
У 1908 році автомобілі Apperson включали Model M, Model K та Model S. Використовувалися чотирициліндрові 35- і 50-сильні і шестициліндрові 55-сильні двигуни.
Цього ж року Сейберлінг подав у відставку зі своєї посади керівника в компанії Haynes Company і став виробничим директором компанії Apperson Brothers Company. У листопаді компанія була реорганізована як акціонерне товариство, вартістю 400 000 доларів. Як президент та генеральний директор, Елмер володів 3599 акціями вартістю 100 доларів кожна. Як віце-президент, Едгар мав десять акцій, Сейберлінг володів 174 акціями, а Фельске мав 217 акцій на посаді директора. Річні зарплати Елмера та Едгара були встановлені в розмірі 5000 доларів США, а Сейберлінга — 3500 доларів на рік. У той час середня річна заробітна плата працівників була меншою, ніж 500 доларів.
1909 року модельний ряд Apperson складався з Model O, Model M, Model I та Model K Jack Rabbit. Використовувались тільки чотирициліндрові 35- і 50-сильні двигуни.
У 1909 році виробництво склало 312 автомобілів, а в банку компанія мала 100228 доларів, дебіторська заборгованість складала 110360 доларів США, а борг — менше 30000 доларів. Компанія знизила вартість Jack Rabbit Runabout на 750 доларів, що тепер становила 4250 доларів. Позиція компанії була дуже міцною. Наступного року виробництво стрибнуло до 936 автомобілів, всього на 147 менше від виробництва компанії Haynes.

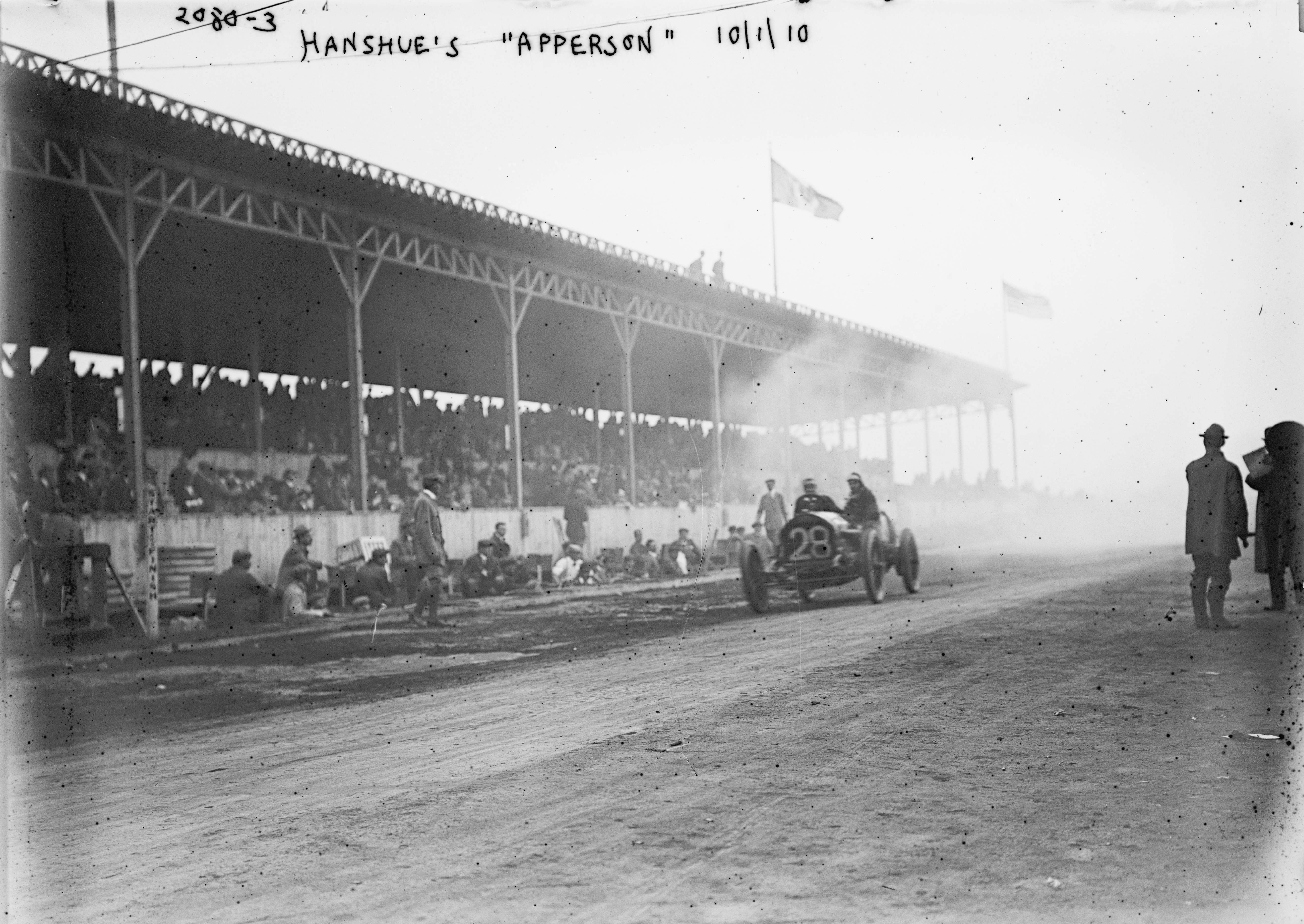
Apperson на Кубку Вандербільта 1910 року

У 1910 році виробництво складалося з нових моделей, таких як 4-30, 4-50, 6-40 та Jack Rabbit. Чотирициліндрові та шестициліндрові двигуни використовувались на великих 115-, 122- та 128-дюймових шасі. У 1911-1913 роках всі Apperson називалися Jackrabbit . Більшість з них мали кузов типу туринг. Проте родстери, таункари та купе також виготовлялись.
Елмер любив автоперегони і в 1912 році він виставив автомобіль Apperson у першій гонці Індіанаполіс 500. У той час у всіх автомобілів був один механік, який їздив у кожному автомобілі. Коли у автомобіля виникали проблеми, водій міг з'їхати з траси, механік виконував ремонт, а тоді знову вступали в гонку. Під час перегонів у Apperson виникла проблема, і автомобіль злетів з дороги. Брати Апперсон, водій та механік знаходилися біля машини, коли інший гоночний автомобіль вилетів з траси та ударився у автомобіль Apperson. На щастя, команда Apperson не постраждала, але були занадто близько до загибелі. Елмер вирішив ніколи більше не виставляти машину на Індіанаполісі, бо це було занадто небезпечно. Він залишався пристрасним шанувальником гонок і часто їздив до Каліфорнії стежити за перегонами.
У вересні Сейберлінг подав у відставку з компанії та повернувся до компанії Haynes. Активи компанії складали тоді 666550 доларів США, з прибутком 344479 доларів. Заробітна плата Елмера зросла до 18 000 доларів, а Едгара — 9000 доларів. Елмер також придбав нерухомість на вулиці Норс-Вашингтон для нового та більшого заводу з окремою офісною будівлею.
До 1914 року назва Jackrabbit була скасована, наступні моделі називалися Light 4-45, 4-45, 6-45 та 6-55. Використовувались чотири- і шестициліндрові двигуни, потужністю від 32 до 43 кінських сил. У 1915 році модельний ряд включав моделі 4-45, 6-45, 6-48 з чотири- та шестициліндровими двигунами. Виготовлялися кузови туринг, родстер і купе.
У березні 1913 року у місті виник великий потоп, вода заповнила фундамент заводу Apperson і піднімалася на висоту кількох метрів на першому поверсі. У наступному році виробництво продовжувало зростати на рекордні цифри, а також і прибуток. Будівництво нових будівель розпочалося в 1914 році. Початкове підприємство було збільшене втричі, щоб забезпечити збільшення виробництва, але вони вичерпали можливості для розширення у випадку повторної появи повені. У 1915 році інженер компанії Брютт Хаббард розробив новий двигун V8, і тепер компанія отримувала запити на отримання більше автомобілів від дилерських центрів у Лос-Анджелесі, Айдахо, Канзас-Сіті та Омасі. Завод був не в змозі встигнути за попитом.

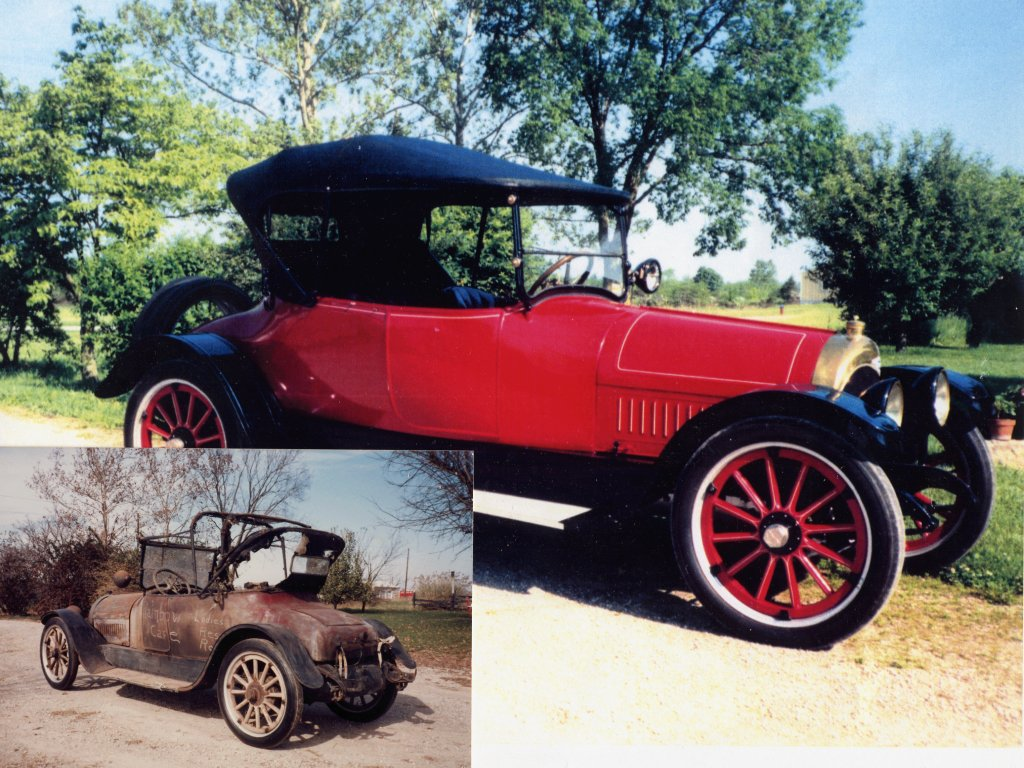
Apperson «Chummy» 1916 року

У 1916 році Едгар вирішив відвідати старого друга дитинства, який переїхав до Фенікса за станом здоров'я. Він купив якесь майно і збирався переїхати туди. Коли він повернувся в Кокомо, новий завод був завершений, і компанія здійснила свій найкращий рік виробництва, виробивши 1817 автомобілів, загальний обсяг продажів яких склав 3766288 доларів США. Загальні активи компанії склали 4641910 доларів США. Дивіденди у розмірі 25 % було оголошено для всіх акціонерів.

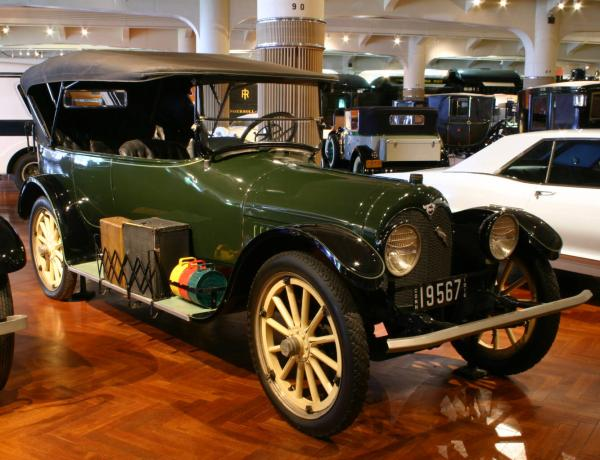
Apperson Jack Rabbit Touring 1916 року

У 1916 році модель Apperson 8-16 використовувала двигун V8, потужністю 31 кінська сила. Виготовлялися кузови туринг і родстер. Модель Apperson 6-16 використовувала шестициліндровий двигун, потужністю 29 кінських сил. Чотирициліндрові двигуни були зняті з виробництва.
1917 рік був роком змін. США вступила у Першу світову війну, і продажі знизились. Елмер та його друга дружина і проживали за адресою Вест Малберрі Стріт, 408. Елмер отримав інсульт і був змушений піти на час, щоб одужати. На засіданні правління в лютому 1918 року Елмер не був присутній, і його інтереси представляла його дружина. Він пішов у відставку з посади генерального директора, але зберігав свою посаду президента. Посаду генерального директора зайняв брат Елмера Едгар, і йому було виплачено 18000 доларів США, починаючи з липня 1917 року. Продажі падали, керівництво вважало, що причиною стало зменшення популярності Jack Rabbit, і тоді вони представили нову модель під назвою Roadaplane. Після розчарування у продажу вони повернули модель Jack Rabbit. Відсвяткувати 25-й рік з часу виробництва першого автомобіля, побудованого в будівлі біля річки, вирішили виготовленням спеціальної машини, названої Anniversary. У 1919 році Елмер та Едгар почали отримувати річну зарплату в розмірі 30 000 доларів. Рівень виробництва був найменшим за дев'ять років, зменшившись до 730 машин, одна з яких була продана Бобу Гоупу. Це був перший автомобіль, який він коли-небудь купив.
У 1917-1918 роках виготовлялися такі ж моделі з більшими двигунами V8, які видавали 33,8 кінської сили. У 1919 році виготовлялися лише чотиримісні Tourster і семимісні Anniversary Touring, оснащені новим двигуном Apperson V8.

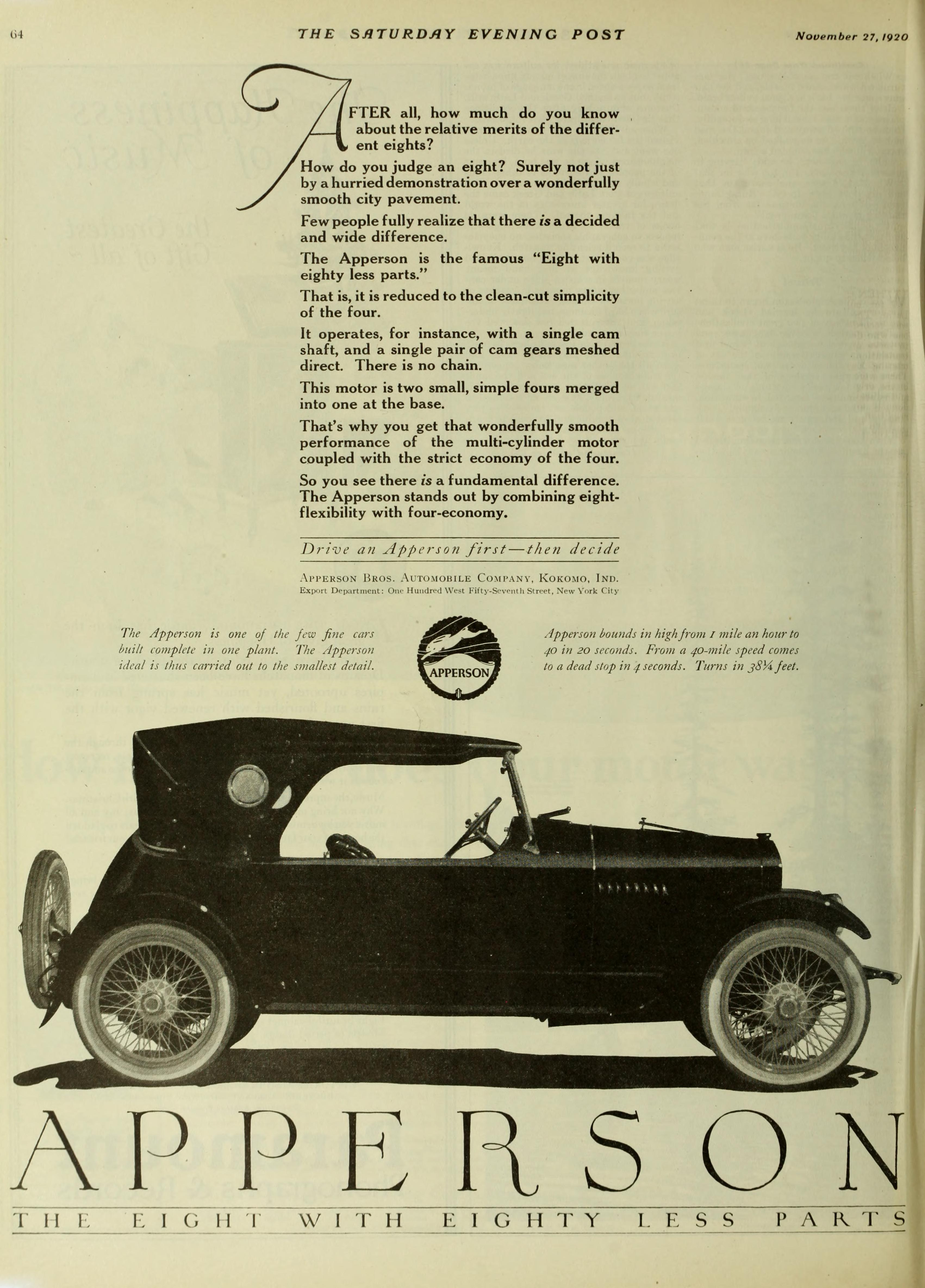
Apperson Eight 1920 року

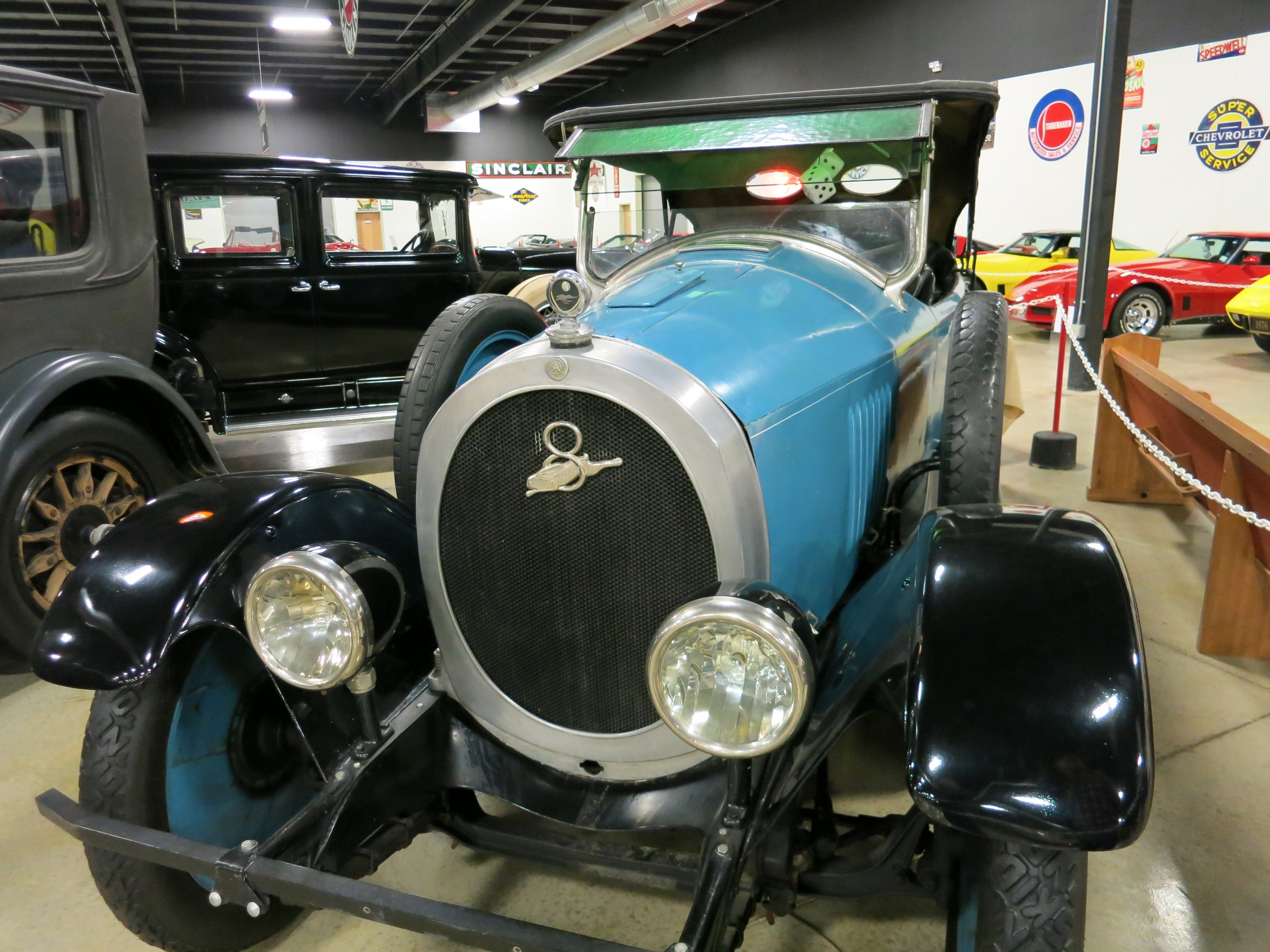
Apperson Jack Rabbit V8 1920 року

У 1920 році Елмер Апперсон помер у віці 58 років в Лос-Анджелесі, штат Каліфорнія, і почався занепад компанії. У 1923 році Apperson Brothers Automobile Co. вперше за всю свою історію шукали зовнішній капітал. У 1924 році компанія Apperson Brothers Automobile Co. була реорганізована як Apperson Automobile Co.

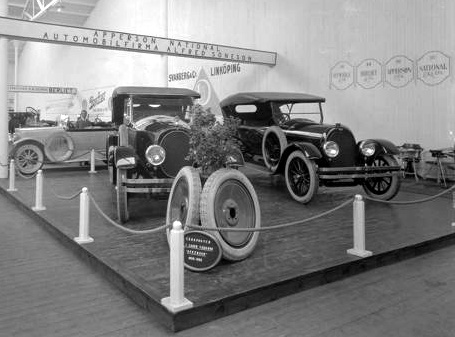
Apperson Model 8-24

1924 року виробництво шестициліндрових Apperson включало Model 6-24: п'ятимісний фаетон і п'ятимісний седан. Вони були побудовані на 120-дюймовій колісній базі і розвивали 46 кінських сил. Виробництво восьмициліндрових Apperson включало Model 8-24: п'яти- і семимісні фаетони та п'яти- і семимісні седани. Ці автомобілі були побудовані на великому 130-дюймовому шасі з двигуном V8, що видавав 70 кінських сил.
1925 року виробництво Apperson включало 6-циліндрові (46 кінських сил), рядні восьмициліндрові і V8 двигуни, потужністю 60 кінських сил. Типів кузовів пропонувалося більше, ніж раніше: фаетони, спортивні фаетони, купе, седани, спортивні седани та брогеми.

## Припинення виробництва автомобілів. Закриття компанії
У 1926 році рядні 8-циліндрові двигуни були зняті з виробництва. Того ж року на автомобілі встановили гальма на всіх колесах. Ці автомобілі Apperson стали останніми. Компанія Apperson Automobile Co. припинила існування 20 липня 1926 року.

## Список автомобілів Apperson
- 1902 — Apperson Model A
- 1903 — Apperson Model B
- 1906 — Apperson Model С
- 1908 — Apperson Model K Jack Rabbit
  - Apperson Model M
  - Apperson Model S
- 1909 — Apperson Model I
  - Apperson Model O
- 1910 — Apperson 4-30
  - Apperson 4-40
  - Apperson 4-50
  - Apperson Jack Rabbit
- 1912 — Apperson 4-45
  - Apperson 4-55
  - Apperson 4-65
- 1914 — Apperson Light 4-45
  - Apperson 6-45
  - Apperson 6-55
- 1915 — Apperson 6-48
- 1916 — Apperson 6-16
  - Apperson 8-16
- 1917 — Apperson 6-17
  - Apperson 8-17
- 1918 — Apperson 6-18
  - Apperson 8-18
- 1919 — Apperson 8-19
- 1920 — Apperson 8-20
  - Apperson Anniversary
- 1921 — Apperson 8-21
- 1922 — Apperson Beverly
- 1923 — Apperson 6-23
  - Apperson 8-23
- 1924 — Apperson 6-24
  - Apperson 8-24
- 1925 — Apperson 6-25
  - Apperson V-Type Eight
  - Apperson Straightaway Eight
- 1926 — Apperson 6-26
  - Apperson Eight